# M4 (missile)
L'M4 era un missile balistico lanciato da sottomarini (SLBM) a raggio intermedio, o con la notazione francese MSBS, per Mer-Sol Balistique Stratégique (mare-terra balistico strategico).
In dotazione della FOST (Force océanique stratégique française) dal 1985 come deterrente nucleare dei sottomarini SNLE della Classe Le Redoutable dalla Marine nationale.
I missili M4 sono entrati in servizio il 1º maggio 1985, in sostituzione dei precedenti missili M20, e sono stati rimpiazzati a partire dall'ottobre 1996 dai missili M45.

## Descrizione

Comparazione dei diversi sistemi nucleari:
a sinistra, il SNLE (tipo Classe Le Redoutable) con il missile M4; al centro, il SNLE-NG (tipo Classe Le Triomphant) con l'attuale missile M45; a destra il futuro missile M51.

|                           | M-4A              | M-4B              | M-45              |
| ------------------------- | ----------------- | ----------------- | ----------------- |
| In servizio               | Maggio 1985       | 1987              | Marzo 1997        |
| Massa al lancio           | 35 t              | 35 t              | 35 t              |
| Lunghezza                 | 11.05 m           | 11.05 m           | 11.05 m           |
| Diametro                  | 1.93 m            | 1.93 m            | 1.93 m            |
| Gittata                   | 4000 km           | 5000 km           | 6000 km           |
| Altitudine                | 1000 km           | 1000 km           | 1000 km           |
| Testata                   | 6 TN-70 da 150 kT | 6 TN-71 da 150 kT | 6 TN-75 da 110 kT |
| Guida                     | Inerziale         | Inerziale         | Inerziale         |
| Vettore                   | SNLE              | SNLE              | SNLE-NG           |
| Testate attive (2002)     | 16                | 16                | 32                |
| Testate in riserva (2002) | 96                | 96                | 192               |